# تپه اورتا بلاغی روستای دوش
تپه اورتا بلاغی روستای دوش مربوط به هزاره ۴ و ۱ قبل از میلاد است و در شهرستان بناب، بخش مرکزی، روستای دوش واقع شده و این اثر در تاریخ ۷ مهر ۱۳۸۱ با شمارهٔ ثبت ۶۲۲۱ به‌عنوان یکی از آثار ملی ایران به ثبت رسیده است.